# Goudhalogenide

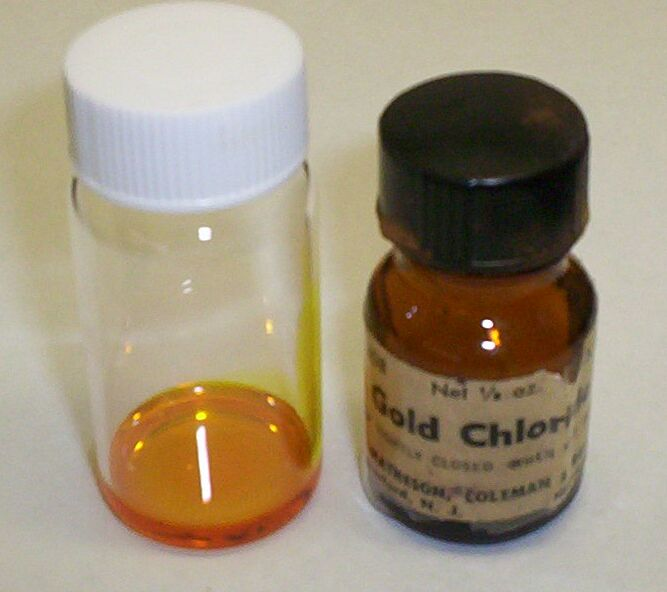
Een oplossing van goud(III)chloride.

Goudhalogeniden vormen een groep anorganische verbindingen van goud met halogenen. Er bestaan drie soorten goudhalogeniden: 
- monohalogeniden, waarin goud oxidatietoestand +1 aanneemt
- trihalogeniden, waarin goud oxidatietoestand +3 bezit
- pentahalogeniden, waarin goud uitzonderlijk oxidatietoestand +5 aanneemt

## Monohalogeniden
Goud(I)chloride (AuCl), goud(I)bromide (AuBr) en goud(I)jodide (AuI) zijn kristallijne vaste stoffen met een lineaire structuur, waarin goudatomen en halogeenatomen elkaar afwisselen: ...-X-Au-X-Au-X-Au-X-... De hoek X-Au-X bedraagt dus 180°.
Het monomeer goud(I)fluoride is aangetoond in de gasfase.

## Trihalogeniden
Goud(III)chloride (AuCl3) wordt gevormd uit metallisch goud en dichloor bij temperaturen onder 254°C. Het is een vluchtige vaste stof. Het vervluchtigt als het dimeer Au2Cl6. Zo wordt ook goud(III)bromide (AuBr3) gevormd uit goud en dibroom. Het vervluchtigt als het dimeer Au2Br6. Goud(III)jodide (AuI3) bestaat niet. 
Goud(III)fluoride, AuF3 vertoont een unieke polymeerstructuur in helixvorm. Het bestaat uit vierkanten van AuF4 die hun hoekenpunten delen met de naburige monomeren.

## Pentahalogenide
Goud(V)fluoride, AuF5 is de enige bekende stof waarin goud oxidatietoestand +5 aanneemt. Het komt vooral voor als het dimeer Au2F10.